# توبي أتويل
توبي أتويل (بالإنجليزية: Toby Atwell)‏ هو لاعب كرة قاعدة أمريكي، ولد في 8 مارس 1924 في ليسبورغ في الولايات المتحدة، وتوفي في 25 يناير 2003 في بورسيلفيل في الولايات المتحدة.

## وصلات خارجية
- توبي أتويل على موقعبيزبول رفرنس.كوم (الدوري الرئيسي) (الإنجليزية)
- توبي أتويل على موقع مشجعي الرسوم البيانية (الإنجليزية)